# Renato Salvatori
Renato Salvatori (Forte dei Marmi, 20 maart 1933 – Rome, 27 maart 1988) was een Italiaans acteur.
Renato Salvatori debuteerde als filmacteur tijdens zijn studie zeevaartkunde. Hij vertolkte dikwijls krachtdadige filmrollen. Naast verschillende middelmatige rollen speelde hij ook in sociaal geëngageerde en internationaal succesvolle films als La ciociara (1960) van Vittorio De Sica en Z (1969) van Costa-Gavras. Hij was getrouwd met actrice Annie Girardot, die hij leerde kennen tijdens de opnamen van de film Rocco e i suoi fratelli (1960) van Luchino Visconti.
Salvatori stierf in 1988 aan levercirrose.

## Filmografie (selectie)
- 1952 - Le ragazze di piazza di Spagna
- 1953 - La domenica della buona gente
- 1953 - I tre corsari
- 1956 - Poveri ma belli
- 1957 - Mariti in città
- 1957 - La nonna Sabella
- 1957 - Belle, ma povere
- 1958 - Nella città l'inferno
- 1958 - I soliti ignoti
- 1958 - Policarpo, ufficiale di scrittura
- 1959 - Poveri milionari
- 1959 - I magliari
- 1959 - Audace colpo dei soliti ignoti
- 1959 - Il vento del Sud
- 1960 - Era notte a Roma
- 1960 - Rocco e i suoi fratelli
- 1960 - La ciociara
- 1961 - Il disordine
- 1962 - Les Grands Chemins
- 1963 - I compagni
- 1966 - Bel Ami 2000 oder Wie verführt man einen Playboy
- 1969 - Queimada
- 1969 - Z
- 1971 - Le Casse
- 1971 - The Light at the Edge of the World
- 1972 - État de siège
- 1972 - La prima notte di quiete
- 1972 - Au rendez-vous de la mort joyeuse
- 1973 - Les Granges Brûlées
- 1973 - Una breve vacanza
- 1975 - Le Gitan
- 1975 - Flic Story
- 1976 - L'Ultima donna
- 1976 - Armaguedon
- 1976 - Todo modo
- 1979 - La luna
- 1981 - Asso
- 1981 - La tragedia di un uomo ridicolo